# Trung điểm

Trung điểm của đoạn thẳng từ (x_{1}, y_{1}) đến (x_{2}, y_{2})

Trung điểm là điểm nằm chính giữa đoạn thẳng, chia đoạn thẳng ra làm hai đoạn dài bằng nhau.
Công thức để xác định trung điểm của một đoạn thẳng trên một mặt phẳng Euclid nối điểm (x1, y1) và (x2, y2) là
{\displaystyle \left({\frac {x_{1}+x_{2}}{2}},{\frac {y_{1}+y_{2}}{2}}\right).}